# Sympiesis sparsus
Sympiesis sparsus är en stekelart som beskrevs av Yoshimoto 1965. Sympiesis sparsus ingår i släktet Sympiesis och familjen finglanssteklar. Inga underarter finns listade i Catalogue of Life.